# REVOLVER (植田真梨恵の曲)
「REVOLVER」（リボルバー）は、2017年8月9日にGIZA studioから発売された、植田真梨恵のメジャー7枚目のシングル。

## 概要
植田自身が定期的にゲストで出演する『ビーバップ!ハイヒール』（ABCテレビ）のオープニング・テーマ曲。
表題曲のミュージック・ビデオは自身が監督を務めているため、「今の私の環境でしか作れないものだと思った」とコメントしており、また監督を務めたことについては「絵を描くように、いろんな色をのせていくように作った曲だから、私が単純にリボルバーを手に持って映っているようなMVは違うと思ったんです。それで、イメージを広げていったときに、私の頭の中にあるものを誰かに説明して共有しようとするより、私がディレクションしたほうが早いんじゃないかと思って、はじめて監督というものをやらせていただきました」と説明している。製作は自身が所属している事務所で行われた。

## 収録曲
全曲　作詞・作曲：植田真梨恵
1. REVOLVER
編曲：岡崎健
2. 砂漠の果てに咲く花
編曲：岡崎健
3. 最果てへ -demo-
編曲：joe daisque
4. REVOLVER –off vo.–
5. 砂漠の果てに咲く花 –off vo.–

## レコーディング参加
- 岡崎健 - ギター、プログラミング
- 雲丹亀卓人 - ベース
- 麻井寛史（Sensation） - ベース
- 車谷啓介（Sensation） - ドラム